# تل تعلبايا
تل تعلبايا موقع اثري في فضاء زحلة - محافظة البقاع - لبنان ، يعود تاريخه إلي العصر الحجري الحديث. وقد أعتبر التل موقعاً أثرياً - وذلك بعد أعمال المسح والكشف التي تمت في الموقع عام 1966- وقد جاء هذا التوثيق وفقاً لما جاء عن مركز الابحاث والدراسات في المعلوماتية القانونية - الجامعة اللبنانية ، وكان ذلك بموجب القرار رقم (8) بتاريخ 7 -12 - 1968م ونصه " ادخل في قامة الجرد العام للأبنية الأثرية التل الأثري المعروف بتل تعلبايا - فضاء زحلة"

## الموقع والأهمية
يقع تل تعلبايا على بعد (2.5) كيلومتر تقريباً جنوب غرب جسر معلقة في محافظة البقاع بلبنان ،وهو عبارة عن تلة صغيرة علي جانب الطريق من تعلبايا إلي بلدة برالياس،ويعود تاريخه إلي العصر الحجري الحديث والعصر البرونزي، وقد تمت زيارة موقع التل في تعلبايا عن طريق العالمة البريطانية (لورين كوبلاند L.Copeland ) 1921 - 2013م ،عالمة الآثار ومؤرخة عصور ما قبل التاريخ.

والموقع لا يقل أهمية عن بقية المواقع الأثرية المنتشرة في محافظة البقاع من أمثال : تل أيوب ، تل بئر دكوة، تل بئر إلياس، تل الجسر ، تل خردان..وغيرها العديد من التلال الأثرية الأخري، وتقع تعلبايا التي يوجد بها التل الأثري قي فضاء زحلة علي ارتفاع حوالي (900) م عن سطح البحر وعلي مسافة (45) كم من العاصمة بيروت عبر طريق الشام - شتورة وتبلغ مساحة أراضيها حوالي (512) هكتار، والاسم تعلبايا ربما يعود في أصوله إلي اللغة السامية ، حيث تتكون الكلمة من مقطعين معناهما معاً " مكان الغالبين"